# Министерство обороны Хорватии
Министерство обороны Хорватии — центральный орган исполнительной власти и государственного управления Республики Хорватия, в ведении которого находятся вопросы обороны и военного дела. Министерству обороны подчинены Вооружённые силы Республики Хорватии.
Министерство обороны исполняет обязанности, связанные с: планированием развития обороны, развитием и координацией планов обороны и другими планами в чрезвычайных обстоятельствах; оценкой военных и других опасностей; организацией, оснащением, вооружением, развитием и использованием хорватской армии, производством и торговлей вооружением и военной техникой; запасами специального оборонного назначения, управлением и распоряжением вверенным ему имуществом; системой предупреждения и оповещения; системой военного образования и научных исследований для нужд обороны; планированием и осуществлением международного военного сотрудничества и совместных операций, вытекающих из международных обязательств, взятых Хорватией в области обороны; безопасностью и защитой секретных данных обороны; планированием и разработкой мер мобилизации и боеготовности, набором, наймом и мобилизацией вооружённых сил; системой финансирования обороны; инспекционными вопросами обороны.

## Руководство
Министерство обороны возглавляет министр обороны, который является членом хорватского правительства. Министр обороны принимает решения, распоряжения, приказы, директивы, инструкции, циркуляры и положения в сфере Министерства обороны. Министр обороны отвечает за выполнение приказов Верховного главнокомандующего соответствии с положениями Закона об обороне. Министр одобряет предложенный план Вооружённых Сил. Министр обороны не реже одного раза в год представляет Верховному Главнокомандующему доклад о боеготовности командования, подразделений и учреждений Вооружённых Сил.

## Министры
| Фото | Имя                            | Годы жизни                            | Начало срока     | Конец срока      |
| ---- | ------------------------------ | ------------------------------------- | ---------------- | ---------------- |
|      | Петар Кристе Petar Kriste      | р. 5 января 1936                      | 30 мая 1990      | 24 августа 1990  |
|      | Мартин Шпегель Martin Špegelj  | р. 11 ноября 1927 ум. 11 мая 2014     | 24 августа 1990  | 2 июля 1991      |
|      | Шиме Джодан Šime Đodan         | р. 27 декабря 1927 ум. 2 октября 2007 | 2 июля 1991      | 17 июля 1991     |
|      | Лука Бебич Luka Bebić          | р. 21 августа 1937                    | 17 июля 1991     | 18 сентября 1991 |
|      | Гойко Шушак Gojko Šušak        | р. 16 марта 1945 ум. 3 мая 1998       | 18 сентября 1991 | 3 мая 1998       |
|      | Андрия Хебранг Andrija Hebrang | р. 27 января 1946                     | 14 мая 1998      | 12 октября 1998  |
|      | Павао Милявац Pavao Miljavac   | р. 3 апреля 1953                      | 14 октября 1998  | 27 января 2000   |
|      | Йозо Радош                     |                                       | 2000             | 2002             |
|      | Желька Антунович               |                                       | 2002             | 2003             |
|      | Берислав Рончевич              |                                       | 2003             | 2008             |
|      | Бранко Вукелич                 |                                       | 2008             | 2010             |
|      | Давор Божинович                |                                       | 2010             | 2011             |
|      | Анте Котроманович              |                                       | 2011             | 2016             |
|      | Дамир Крстичевич               |                                       | 2016             | 8 мая 2020       |
|      | Марио Баножич                  |                                       | 23 июля 2020     | 11 ноября 2023   |
|      | Иван Анушич                    |                                       | 16 ноября 2023   |                  |